# Elmer’s Bottle Tree Ranch

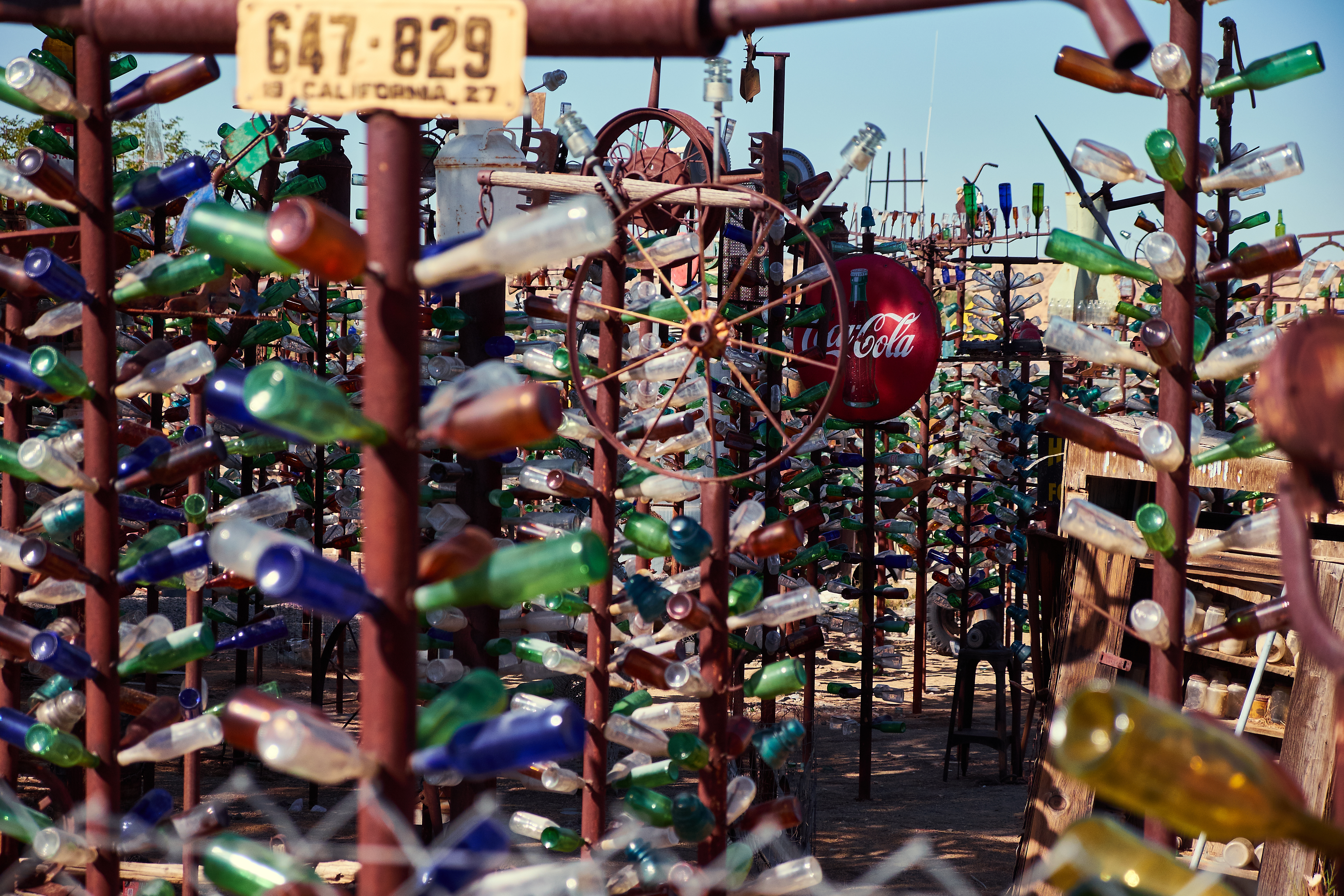
Die Bottle Tree Ranch besteht aus rund 200 Stahl-Flaschen-Gerüsten

Elmer’s Bottle Tree Ranch ist eine Sehenswürdigkeit an der ehemaligen Route 66 bei Oro Grande (Helendale) in der kalifornischen Mojave-Wüste. Die hier auf einem privaten Grundstück errichtete, großflächige Skulpturen-Installation von flaschenbestückten Metallgerüsten wird als Volkskunst („Folk Art“) bezeichnet. Je nach Sonnenstand ergeben sich unterschiedliche Lichtreflexe in den Flaschengläsern, bei Wind entstehen außerdem Blasgeräusche an den Flaschenöffnungen sowie durch die eigenmontierten Metallteile-Windmühlen. Die Anlage ist als „historical landmark“ (deutsch: historisches Wahrzeichen) weit über die Region heraus bekannt. Sie thematisiert den Ressourcenverbrauch der Wegwerfgesellschaft.

## Geschichte
Der Eigentümer und Schöpfer der Installation, Elmar Long, wuchs im kalifornischen Manhattan Beach auf. Seit 1952 begleitete er seinen Vater (Elmar Long, 1919–2005), einen Luftfahrtingenieur, bei dessen privater Suche nach historischen Gebrauchsgegenständen auf Abfallplätzen und in verlassenen Siedlungen in der Mojave-Wüste. Long Senior fuhr dazu gezielt Geisterstädte und ehemalige Minenlager in der Wüste an, um dort mit einem Metalldetektor nach Zivilisationsabfällen zu suchen. Als der Vater im Alter das Interesse an seiner Sammlung verlor, schenkte er Hunderte alter Flaschen und sonstiger Fundstücke seinem Sohn. Der war als junger Mann in das Marine Corps eingetreten, bei dem er vier Jahre lang in Vietnam und Hawaii eingesetzt war. Wenige Jahre nach dem Abschluss seiner Militärzeit war er 1968 in die Mojave-Wüste gezogen.
Im Jahr 2000 begann Elmar Long Junior mit dem Bau der ersten Metallskulpturen; an aufrecht stehende Rohre (Telefonkabel-Masten) von etwa drei Metern Höhe schweißte er seitlich etwa 15 Zentimeter lange Eisenstangen an. Auf diese Stangen steckte Long die gefundenen, unterschiedlich gefärbten Flaschen, so dass eine baumähnliche Konstruktion („a modern cristmas tree“) entstand. Auf die Spitze dieser Gerüste wurden (überwiegend beschädigte) Fundstücke aller Art befestigt: alte Einkaufswagen, Straßenschilder, Autoteile, Handfeuerwaffen, Geweihe, Bettgestelle, Spielzeug, eine alte Jukebox, Tierknochen, ein Saxophon, verschiedene selbstkonstruierte Windmühlen, ein halbes Surfboard, eine Ampel, ein Karussellpferd oder das Blaulicht eines Polizeieinsatzfahrzeuges aus den 1930er Jahren. 2002 kündigte Lang seine bisherige Arbeit in einem nahegelegenen Zementwerk und widmete sich fortan dem Ausbau seines Kunstwerkes.

## Stand 2014
Im Jahr 2014 bestand die Installation aus rund 200 Skulpturen. Die Anlage darf kostenfrei begangen werden, um Spenden wird gebeten. Elmar Long erweitert die Installation stetig; für das Zusammenschweissen eines Baumgerüstes benötigt der Künstler rund 90 Minuten. Nach seinem Tod soll ein Sohn die Anlage fortführen.
Die Bottle Tree Ranch hat sich zu einer Sehenswürdigkeit entwickelt. Dazu hat nicht nur die Aufnahme in Führern („guidebook must-see“) zur historischen Route 66 beigetragen, sondern auch Berichte in kalifornischen und nationalen Medien. So listete USA Today die Anlage unter den zehn anregendsten Orten an der Route 66. Die Huffington Post nahm die Ranch 2014 in die Liste der elf besten Kunststätten Südkaliforniens außerhalb von Los Angeles auf. Am 19. März 2006 wurde beim nationalen Fernsehkanal Home and Garden Television und am 20. August 2014 in der Fernsehserie SoCal Connected des Senders KCET TV zu der Ranch berichtet. Billy Connolly präsentierte die Bottle Tree Ranch in der letzten Episode der vierteiligen Sendung Billy Connolly’s Route 66 am 7. Juli 2014 auf KPBS TV.

## Beurteilung der künstlerischen Bedeutung
Die dem weitgefassten Begriff der Americana-Kunst zuzurechnende Installation wird in Medien zumeist als Volkskunst definiert. So bezeichnete die Los Angeles Times die Anlage als „Folk art forest“ (deutsch: Volkskunst-Wald). Die The Desert Sun (USA Today-Network) verwendete dieselbe Formulierung. Der kalifornische Radiosender KPCC beschrieb die Anlage als „a massive work of art“. CBS Los Angeles verwendete bei der Beschreibung der Ranch die Bezeichnung „a magnificent work of art“ (deutsch: ein herrliches Kunstwerk). Der Reiseführer Lonely Planet Route 66 Road Trips sieht in der Installation eine künstlerisch arrangierte Flaschensammlung. In einem Bericht zu der Verfilmung einer mehrwöchigen Künstlerfahrt durch die USA auf taz.de wird Elmar Longs Ranch als „wahnwitziges Meisterwerk der Outsider Art“ bezeichnet.
Zur eigenwilligen Vision („idiosyncratic vision“) des Künstlers, der keine Hemmungen habe, alle Gegenstände zu verwenden, die ihm in die Hände fallen, berichtete der Fernsehsender KCET (Los Angeles) in der Fernsehserie SoCal Connected auf Basis eines Artikels der Kunstjournalistin April Baca:

“With reverberating echo from the surrounding rings of glass bottles and desert breeze, Long’s man-made labyrinth effortlessly intertwines with nature. A cathartic visual treat that remains simultaneously tranquil and stimulating, the seemingly endless expansion of bottle trees juxtaposes a subdued political nature alongside the artist’s revival of found materials. By confronting the excess of consumer waste through a heavily contrasting folk art that celebrates ecological upcycling, Long’s sculptural endeavors are nothing short of inspiring. Through Long’s use of upcycled paraphernalia, a confrontation and defiance of consumerism becomes a stark and crude reality. ... Long’s roadside folk art infuses an inspired vibrancy into the high desert landscape. Revealing the values and inherent characteristics of our society through an unabashed display of previously used goods, Long’s bottle trees present a peculiar beauty and cultural significance.”

„Mit dem nachhallenden Echo, [das] aus den umgebenden Glasflaschenöffnungen und dem Wüstenwind [entsteht], verbindet sich Longs menschengemachtes Labyrinth mühelos mit der Natur. Ein kathartischer Augenschmaus, der gleichzeitig beruhigend und anregend wirkt [und] der [der] scheinbar endlosen Ausdehnung der Flaschenbäume eine unterschwellige politische Aussage des Künstlers durch die Wiederverwendung der gefundenen Materialien gegenüberstellt. Mit der Entlarvung der Überschußgesellschaft (genauer: Exzess des Konsumabfalls) durch eine stark kontrastierende Volkskunst, die das ökologische Upcycling feiert, mangelt es Longs skulpturalen Aussagen nicht an Inspiration. Durch dessen Nutzung der wiederverwendeten Gegenstände wird die [notwendige] Auseinandersetzung mit dem und die Ablehnung des Konsumismus zu einer krassen und brutalen Realität. ... Longs Straßenrand-Volkskunst erzeugt eine inspirierte Lebendigkeit in die Wüstenlandschaft. Die Werte und spezifischen Merkmale unserer Gesellschaft werden durch die unverfrorene Ausstellung verwendeter Konsumgüter enthüllt. Longs Flaschenbäume zeigen eine eigentümliche Schönheit und kulturelle Bedeutung.“